# Gazi Baba
Gazi Baba (makedonska: Гази Баба, albanska: Komuna e Gazi Babës) är en kommun i Nordmakedonien. Den ligger i den centrala delen av landet, och är en av tio kommuner i huvudstaden Skopje. Antalet invånare är 72 617. Arean är 111 kvadratkilometer.